# Amomum longipedunculatum
Amomum longipedunculatum är en enhjärtbladig växtart som beskrevs av Rosemary Margaret Smith. Amomum longipedunculatum ingår i släktet Amomum och familjen Zingiberaceae. Inga underarter finns listade i Catalogue of Life.